# Gennadas crassus
Gennadas crassus is een tienpotigensoort uit de familie van de Benthesicymidae. De wetenschappelijke naam van de soort is voor het eerst geldig gepubliceerd in 1960 door Tirmizi.